# Clephydroneura ghorpadei
Clephydroneura ghorpadei là một loài ruồi trong họ Asilidae. Clephydroneura ghorpadei được Joseph & Parui miêu tả năm 1997. Loài này phân bố ở miền Ấn Độ - Mã Lai.